# Illyrische Sprache (Neuzeit)
Illyrische Sprache ist eine veraltete, hauptsächlich im 18. und 19. Jahrhundert verwendete Bezeichnung für die (bzw. eine Gruppe von) südslawische(n) Sprache(n), wobei die genaue Definition uneinheitlich ist. Selten wurde auch die Bezeichnung südslawische Sprache verwendet.

## Definition
Der Begriff wurde unterschiedlich weit definiert:
1. für die südslawische Sprache als ganzes, wobei kroatisch, bulgarisch etc. als Dialekte dieser Sprache angesehen werden[2]
2. für die südslawische Sprache einschließlich des Bulgarischen, jedoch ohne die kajkawischen Varianten (Slowenisch und Kroatisch in Zentralkroatien)[3]
3. für die serbokroatische und slowenische Sprache (ohne die bulgarische Sprache)[4]
4. als Synonym für die serbokroatische Sprache[5]
5. für die serbokroatische Sprache mit Ausnahme der kroatischen Kajkavski-Dialekte[6]

## Verwendung im südslawischen Sprachraum
In einem der ersten Wörterbücher dieser Sprache(n), fünfsprachig, geschrieben von Fausto Veranzio und gedruckt 1595 in Venedig, wird die östlich des adriatischen Meeres gesprochene slawische Sprache als dalmatica bezeichnet: «Dictionarium quinque nobilissimarum Europeae linguarum; Latinae, Italicae, Germanicae, Dalmaticae et Hungaricae».
Im Jahr 1604 erschien mit Institutiones linguae illyricae von Bartol Kašić die erste Grammatik des „Illyrischen“, d. h. der in Bosnien und Teilen Dalmatiens gesprochenen Form des Štokavischen, die der Autor auch als „Bosnisch“ bezeichnet. Obwohl er selbst Sprecher einer čakavischen Mundart war, verwendete er für seine muttersprachlichen Publikationen eine Form des Štokavischen, um eine bessere Verständlichkeit in einem möglichst großen Gebiet zu gewährleisten.
Kašićs Mitarbeiter Jakov Mikalja veröffentlichte 1651 mit dem Thesaurus linguae Illyricae sive Dictionarium Illyricum ein weiteres südslawisches bzw. serbokroatisches Wörterbuch, er nennt die Sprache auch „slawisch“. (Das Titelblatt ist zweisprachig und enthält als (süd-)slawischen Titel: Blago jezika slovinskoga.)
Die Bezeichnung ilirski (illyrisch) für die eigene Sprache wurde besonders im Zuge der Illyrischen Bewegung der 1830er Jahre populär, verschwand aber nach 1860 wieder. In dieser Zeit wurde für die 1. Definition gelegentlich der Begriff jugoslavenski jezik (also südslawische bzw. jugoslawische Sprache) verwendet. Einen Nachweis dieses Begriffs finden wir bei Hermann Wendel:

„Hob Stroßmayer, stets der Synthese zustrebend, schon auf dem Verstärkten Reichsrat die ‚historisch-politische Individualität der Südslawen‘ hervor, so entschied sich unter des Bischofs Einfluß, freilich ohne Wirkung, der Agramer Landtag von 1861, die neue Amtssprache nicht kroatisch und nicht nach Kukuljevićs Vorschlag serbokroatisch, sondern südslawisch zu nennen.“

Vjekoslav Babukić veröffentlichte 1854 eine illyrische Grammatik (Ilirska slovnica).

## Verwendung in der deutschen Sprache
August Ludwig von Schlözer unterscheidet in seinem 1771 erschienenen Werk Allgemeine Nordische Geschichte:

a) „Bosnisch“, auch „Dalmatisch“, „Illyrisch“ oder „Serbisch“ genannt; hiermit – so Lauer – meint er offensichtlich die die neuštokavischen Dialekte der heutigen serbokroatischen Sprache

b) „Kroatisch“, womit er die kajkavischen Dialekte meint

c) „Windisch“, also Slowenisch, wobei er die Frage aufwirft, ob „Kroatisch“ und „Windisch“ nur als zwei Dialekte der gleichen Sprache zu betrachten seien.
Eine im Jahre 1777 gedruckte Reisebeschreibung über Slawonien enthält folgende Bemerkung zur dortigen Sprache:
„Die Hauptsprache des Landes ist die illyrische, ebendieselbe, welche in Albanien, Dalmatien, Croatien, Bosnien, Servien und einem Theyle der Bulgarey, als die Muttersprache, jedoch nach vielerley Mundarten geredet wird. Zwischen allen diesen Mundarten ist ungefähr ein solcher Unterschied, als zwischen der sächsischen, fränkischen, rheinländischen, schwäbischen, bayerischen und österreichischen Mundart.“
In der ersten Ausgabe von Meyers Konversations-Lexikon (1851) wird im Sinne der 2. Definition ausgeführt:
„Die serbische Sprache bildet mit der kroatischen und wendischen eine der vier Hauptmundarten der slavischen Sprache, die illyrische, und wird den ostslavischen Dialekten zugezählt.“
In der Mitte des 19. Jahrhunderts setzte sich der erstmals 1824 von Jacob Grimm verwendete und eindeutig definierte Begriff serbokroatische Sprache durch, während der Begriff Illyrische Sprache kaum noch verwendet wurde.

## Verwendung in anderen Sprachen
Für die englische Sprache liegt der erste Nachweis aus dem Jahre 1607 vor, weitere Nachweise stammen aus den Jahren 1753, 1824, 1877 und 1888.
Für die französische Sprache gibt ein Wörterbuch als Bedeutung an: Gruppe der Sprachen, die aus den südslawischen Mundarten besteht.